# Екстра Геџа
Екстра Геџа је српски стрип јунак и сатирични суперхерој, чији је лик настао као пародија на западне суперхероје, са израженим локалним хумором и критиком друштвених појава. Креиран је 2000-их година од стране сценаристе Дејана Стојиљковића и цртача Предрага Иконића. Настао је по узору на Суперхика, антихероја из стрипа Алан Форд.

## Историја и развој
Лик Екстра Геџе настао је почетком 2000-их година као резултат сарадње студената права из Ниша – Дејана Стојиљковића, Дејана Костића и Андрије Милојковића – који су желели да створе домаћег суперхероја са локалним карактеристикама. Инспирацију су пронашли у народном лику „геџе“, додајући префикс „екстра“ како би појачали сатирични тон. У сарадњи са цртачем Предрагом Иконићем из Републике Српске, развили су стрип који комбинује хумор, критику друштва и пародију на глобалне суперхероје.
Први стрип албум под називом Екстра Геџа: Татко на суперхерои објављен је 2008. године у ограниченом тиражу од 300 примерака. Албум садржи четири епизоде које приказују авантуре главног јунака у борби против различитих друштвених аномалија. Поред стрипова, албум укључује и додатне садржаје попут скица, илустрација, интервјуа и „јужноморавског речника“.

### Лик и карактеристике
Главни јунак, Милисав Лукић, познат као Екстра Геџа, је обичан човек из села у околини Ниша који стиче супермоћи након што упадне у буре са ракијом коју је пекао његов деда. Када конзумира ракију, добија надљудску снагу и користи хармонику као оружје у борби против неправде. Лик је замишљен као пародија на суперхероје попут Супермена и Бетмена, али са израженим локалним идентитетом и  .

### Тематски оквир
Стрип Екстра Геџа користи хумор и сатиру како би коментарисао и критиковао друштвене појаве попут корупције, глобализације, приватизације и других савремених проблема. Кроз авантуре главног јунака, аутори приказују борбу против негативних утицаја модерног друштва, истовремено промовишући локалне вредности и традицију.

### Пријем и утицај
Иако је објављен у ограниченом тиражу, стрип Екстра Геџа је стекао култни статус међу љубитељима стрипа у Србији и региону. Његов јединствени приступ и комбинација хумора, сатире и локалног колорита издвајају га као значајно дело у савременој српској стрип продукцији .